# Сирены Титана
«Сире́ны Тита́на» (англ. The Sirens of Titan; 1959) — роман американского писателя Курта Воннегута.
В романе Воннегут называет возможный смысл существования человечества, и смысл этот показывает суетность и мимолётность многих общечеловеческих ценностей. Вначале кажется, что одни герои романа используют других для своих целей, но постепенно становится понятно, что и их так же жестоко и бессмысленно использовал кто-то ещё.
В 18 главе книги «Вербное воскресенье: автобиографический коллаж», «Сексуальная революция», Воннегут ставит оценки своим произведениям; «Сирены Титана» он оценил на 5 баллов из 5 возможных.

## Сюжет
Американский аристократ по имени Уинстон Найлс Рамфорд на собственном космическом корабле погружается вместе со своим псом Казаком в «хроно-синкластический инфундибулум», после чего человек и собака оказываются «размазаны» в пространстве и времени. Выражается это в том, что они беспрестанно перемещаются между Землей, Марсом, спутником Сатурна Титаном и Меркурием, с разной периодичностью материализуясь на каждой из этих планет на несколько минут. Только на Титане они присутствуют постоянно.
Однажды Рамфорд во время материализации на Земле (а его материализации — это события планетарного значения, на которые мечтает попасть любой житель Земли) приглашает к себе молодого повесу Малаки Константа и сообщает ему, что тот станет мужем настоящей жены Уинстона Найлза Рамфорда, миссис Беатрис Рамфорд, на Марсе. И Констант, и сама Беатриса Рамфорд пытаются сделать всё возможное, чтобы это пророчество не сбылось.
Малаки Констант, ведший до этого образ жизни везучего наследника, вскоре после этого разговора неожиданно лишается своего огромного состояния и оказывается завербованным в тайно собираемую на Марсе армию.
Далее, читатель обнаруживает Малаки Константа в марсианской армии рядовым, известным под прозвищем «Дядёк». Оказывается, что в марсианской армии большая часть личного состава, в том числе и Дядёк, — контролируемые извне марионетки, в голове которых находится специальный чип. Руководящее же звено армии — ограниченное число бойцов рангом не выше сержанта — не имеют в голове чипа и могут управлять остальными, в том числе и причиняя им удалённо страшную головную боль, с помощью специальных пультов. Дядёк же в своё время был одним из настоящих руководителей армии, однако впоследствии был разжалован с обязательным стиранием памяти. С тех пор много раз со своим вновь приобретённым другом из числа настоящих командиров Кремнем Стивенсоном он пытался понять суть устройства армии и мира вокруг себя, несколько раз был пойман и вновь подвергнут стиранию памяти.
Читатель застает Дядька с совершенно чистой памятью, убивающим по приказу, пришедшему через чип в голове, своего лучшего друга Кремня Стивенсона на глазах у всей марсианской армии. Кремень, однако, успевает перед смертью подсказать Дядьку, где искать записи об их совместных открытиях относительно окружающего мира. Дядёк находит их, узнаёт, что у него есть семья, а затем дезертирует, чтобы её найти.
Он находит своего сына по имени Хроно и жену, Би (Беатрису Рамфорд, которая также не помнит своего прошлого). Хроно постоянно таскает с собой металлическую полоску необычной формы — свой талисман. Дядёк пытается убедить их, что они, как семья, должны держаться вместе, но Хроно и Би относятся к нему абсолютно равнодушно. В итоге они вновь оказываются разлучены.
Марсианская армия отправляется атаковать Землю, однако оказывается, что она очень слабо вооружена и организованна, поэтому армия Земли при минимальных потерях за несколько дней полностью нейтрализует угрозу. Хроно и Би как гражданские летят в одном из кораблей последнего эшелона марсиан, их корабль разбивается в джунглях, в которых они скитаются год после этого. Они попадают в дикое племя Гумбо, и в конце концов их подбирает вертолёт, посланный Рамфордом.
Выясняется, что самоубийство Марса было организовано Рамфордом, чтобы привлечь внимание землян. Это он подготовил производство кораблей, наладил поступление рекрутов с Земли. После «войны» он материализуется и объявляет о создании новой религии, культа Бога Безразличного. Он обещает при следующей материализации принести книгу с описанием явления Космического Скитальца, а в подтверждение своего статуса пророка делает несколько точных предсказаний будущего. Идея новой религии такова: «Позаботьтесь о людях, а Всемогущий сам о себе позаботится».
Дядёк же отправляется на войну с некоторым опозданием в одном корабле с солдатом Боузом, одним из настоящих командиров армии, а значит и владельцем управляющего пульта, который по пути Дядёк преднамеренно ломает. Перед отправкой корабля с поверхности Марса Рамфорд рассказывает не помнящему своего прошлого Дядьку, что ещё по дороге на Марс после вербовки в марсианскую армию Дядёк изнасиловал Беатрису Рамфорд в тёмном отсеке космического корабля, увидев её лицо только после содеянного.
Подполковник впервые в жизни осознал то, чего люди в большинстве совсем не понимают — что они не только жертвы безжалостной судьбы, но и самые жестокие орудия этой безжалостной судьбы.
Рамфорд рассказывает Дядьку ещё кое-что о его прошлом; однако поскольку рассказ ведётся как будто о третьих лицах, неясно, понимает ли Дядёк, что слова Рамфорда относятся к нему.
Полёт корабля Дядька и Боза оказывается также спланирован Рамфордом, и вместо Земли они попадают в глубокие подземелья планеты Меркурий, населённые лишь существами гармониумами, которые питаются вибрациями этой планеты. Их корабль застревает в пещере. Боз в итоге начинает заботиться о гармониумах, которые иногда образуют узоры на стенах (впоследствии выясняется, что эти узоры опять-таки складывает Рамфорд). Дядёк же спустя несколько лет с помощью надписи, которую Рамфорд выкладывает на стене гармониумами, узнаёт способ выбраться из пещер вместе с кораблем. Боз предпочитает остаться на Меркурии со своими новыми друзьями и кормить их классической музыкой.
Дядёк прилетает на Землю, на которой уже царит провозглашенная Рамфордом новая религия. Появление Дядька оказывается в деталях описанным в пророчестве о Звёздном Страннике. Его встречают с триумфом и везут к месту обычной материализации Рамфорда и Казака, поместью семьи Рамфордов. Би и Хроно, имеющие почётный статус ветеранов Марсианской Войны, продают сувениры рядом с поместьем Рамфордов. Рамфорд устраивает проповедь в форме шоу, высмеивая всех троих членов этой странной семьи. С точки зрения церкви Бога Всебезразличного Малаки Констант является символом заблудшего грешника: в бытность богатым наследником он вёл себя по-свински и полагал своё необычайное везение даром «кого-то там наверху»; Рамфорд объявляет, что Дядёк и есть тот самый Малаки Констант. Рамфорд также сообщает Дядьку, что тот своими руками на Марсе убил своего единственного друга Стоуни Стивенсона, которого Дядёк до этого момента ещё чает когда-нибудь найти. Это окончательно подавляет Константа, и он соглашается быть изгнанным с Земли. После проповеди Хроно, Би и Констант погружаются в корабль, который Рамфорд отправляет на Титан.
На Титане живёт разумная машина Сэло, посланник планеты Тральфамадор с миссией — доставить запечатанное послание от одного края Вселенной до другого; однако в его корабле когда-то произошла поломка, из-за которой он и застрял на Титане. В своё время он отправил сигнал бедствия на свою планету, и тральфамадорцы инициировали появление человеческой цивилизации на Земле и её развитие, чтобы доставить Сэло запасную деталь для его корабля и держать его в курсе своих усилий. Великие постройки Земли (например, Стоунхендж, Великая Китайская стена и Московский Кремль) по своим очертаниям являются символами тральфамадорского языка, посылаемыми Сэло через землян тральфамадорфцами. Сэло считает Рамфорда своим другом.
За сотни тысяч лет на Титане Сэло приобрёл множество хобби, одно из которых — подглядывать за землянами. Развлекаясь, Сэло изваял множество статуй, одна из которых изображает трёх красивых женщин — тех самых сирен Титана.
Талисман Хроно оказывается запасной деталью для корабля, которую тысячи лет так ждал Сэло. Вся земная история существовала для доставки этой детали.
Рамфорд и Казак оказываются разлучены в своём вечном странствовании из-за неких космических излучений. Рамфорд ссорится с Сэло, потому что тот отказывается открыть запечатанное послание, ради которого покинул свой мир, и показать его Рамфорду. В конце концов Рамфорд навсегда исчезает с Титана. В отчаянии Сэло всё-таки вскрывает послание. Оказывается, что послание, которое, затратив миллионы лет, надо было донести из одного конца Вселенной в другой, — это просто точка; этот символ по-тральфамадорски означает «привет». Сэло, как и остальные герои, понимает, что его использовали. В отчаянии он разбирает себя, однако впоследствии Константу удаётся его восстановить.
Би и Констант состариваются на Титане. Уже в старости Констант наконец заслуживает любовь Беатрис. Их взрослый сын Хроно уходит жить к синим птицам Титана, и ближе к концу жизни они почти его не видят. Би умирает на Титане в возрасте 74 лет, и после её смерти Сэло впервые заговаривает с Константом, отвозит его на Землю на своём теперь уже работающем корабле, а перед прощанием подвергает гипнотическому внушению.
Малаки Констант, Дядёк умирает через два часа после возвращения на Землю, сидя на лавке на заснеженной автобусной остановке. Перед смертью он видит, как его лучший друг Стоуни Стивенсон спускается к нему на космическом аппарате и забирает его с собой, — это результат гипнотического внушения, прощальный подарок Сэло.